# أنجيلا ماكسويل
أنجيلا ماكسويل (بالإنجليزية: Angela Maxwell) هي متزلجة فنية أمريكية، ولدت في 28 يوليو 1992 في أرلينغتون في الولايات المتحدة.

## وصلات خارجية
- الموقع الرسمي
- أنجيلا ماكسويل على موقع الاتحاد الدولي للتزلج (الإنجليزية)